# Programa Gathering of Eagles
O Programa Gathering of Eagles é um evento anual de aviação que remonta a 1980, quando o brigadeiro aposentado. Gen. Paul Tibbets foi convidado a visitar o Air Command and Staff College na Maxwell Air Force Base para compartilhar algumas de suas experiências com os alunos. A visita de Tibbetts se tornou a gênese do Gathering of Eagles. O primeiro Gathering of Eagles oficial, conhecido na época como "Grandes Momentos na História da Aviação", foi realizado em 1982, quando um pequeno corpo docente e um grupo de alunos foi fundado para desenvolver um programa de patrimônio da aviação. Este quadro inicial elaborou um programa incentivando o estudo da história da aviação e as contribuições dos pioneiros da aviação. O programa Gathering of Eagles no ACSC em Maxwell AFB, Alabama, foi iniciado pelo tenente-coronel. David L. McFarland em 1982 e foi o principal conselheiro deste programa de 1982 a 2000. A cada ano letivo, os alunos (com classificação de major) podem se inscrever e ser selecionados para ajudar a planejar este projeto anual, sob a orientação do Tenente-Coronel. McFarland e outros membros do corpo docente. Dave McFarland viajou pessoalmente por todo o mundo para conhecer e convidar aviadores famosos para participar e ser homenageado no programa, e seu nome é referenciado no livreto anual que era publicado para cada encontro.

## História
O primeiro Gathering of Eagles oficial (então conhecido como "Grandes Momentos na História da Aviação") foi realizado em 1982, quando um pequeno corpo docente e um grupo de alunos foram selecionados para desenvolver um programa de patrimônio da aviação. Este quadro inicial elaborou um programa incentivando o estudo da história da aviação e as contribuições dos pioneiros da aviação. Quinze aviadores ilustres foram convidados a compartilhar suas experiências pessoais únicas por meio de uma série de entrevistas de ensino e eventos sociais com membros da turma. Eles eram um grupo diversificado de muitas nações e serviços. Os primeiros "Eagles" — George Vaughn, Leigh Wade, Jimmy Doolittle, Curtis LeMay, George Gay, Joe Foss, John Mitchell, "Chuck" Yeager, Gail Halvorsen, Paul Tibbets, "Gabby" Gabreski, Robin Olds, Mike Novosel, " Pete" Knight e Neil Armstrong abrangeram a história da aviação desde a Primeira Guerra Mundial até a Era Espacial . Os Eagles que se seguiram incluíram Gregory "Pappy" Boyington, Benjamin O. Davis, Jr., "Robbie" Risner, George Bush, John Glenn, Joe Engle, Jeremiah Denton, "Bud" Day, Dolphin D. Overton III, Ramon Colon- Lopes .